# Mot transparent
Des mots transparents sont des mots qui, dans deux langues différentes, sont similaires voire identiques à l'écrit ou à l'oral et qui ont le même sens. Il peut s'agir de mots qui ont été empruntés par une des deux langues à l'autre, ou de mots ayant pour origine une langue tierce.

## Exemples
- Anglais / allemand : friend / Freund (ami)
- Français / allemand : bureau / Büro
- Français / anglais : âge / age
- Français / espagnol : miel / miel
- Français / néerlandais : danser / dansen
- Français / russe : aviation / авиация (aviatsia)
- Français / russe : plage / пляж (pliaj)

À l'opposé, on trouve les faux-amis, mots similaires ou identiques dans leur forme mais de sens différents.